# Tariq Khaled
Mohamed Essam Tariq Khaled (in arabo محمد عصام طارق خالد‎?; 26 aprile 1965) è un ex cestista egiziano.

## Carriera
Con l'Egitto ha disputato i Giochi olimpici di Los Angeles 1984.